# Pierre de la Hauberie
La Pierre de la Hauberie, ou Pierre de la Hoberie appelée aussi Pierre de la Robine, est un menhir situé au lieu-dit la Braulette ou la Roche, près de la ferme de la Hauberie sur la commune d'Ussy, en France, dans le département du Calvados.

## Description
La pierre très imposante mesure plus de 2,50 m de haut et se trouve au creux d'un petit vallon boisé au bord du ruisseau de Leffard. Le mot de hober veut dire remuer, lever, mouvoir, changer de place. Les anciens voulaient donc dire: la pierre remuée, changée de place, la pierre levée.

Deux autres menhirs se trouvent à peu de distance, la Pierre du Pot et le menhir de la Grurie à Villers-Canivet.

## Protection
Le menhir dit Pierre de la Hoberie fait l’objet d’un classement au titre des monuments historiques depuis le 26 octobre 1945.

## Légendes
« Nous demandâmes à un paysan de Leffard quelques détails sur l'origine de la Pierre de la Hoberie; il nous répondit qu'elle avait été plantée par curieusité; qu'on disait que c'était un giant nommé Guerguintua, qui l'avait laissée tumber par un trou de sa pouchette en passant; il ajouta que l'on y voyait souvent des revenans, et qu'il y avait sûrement quelque trésor. »

## Galerie

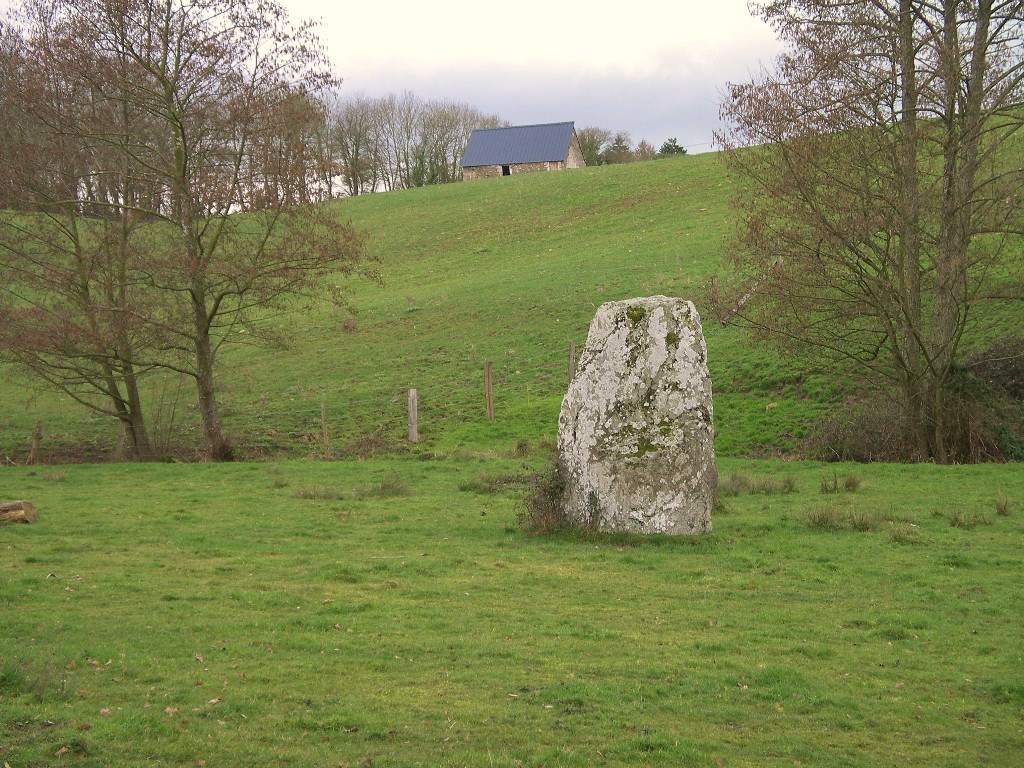
Le menhir
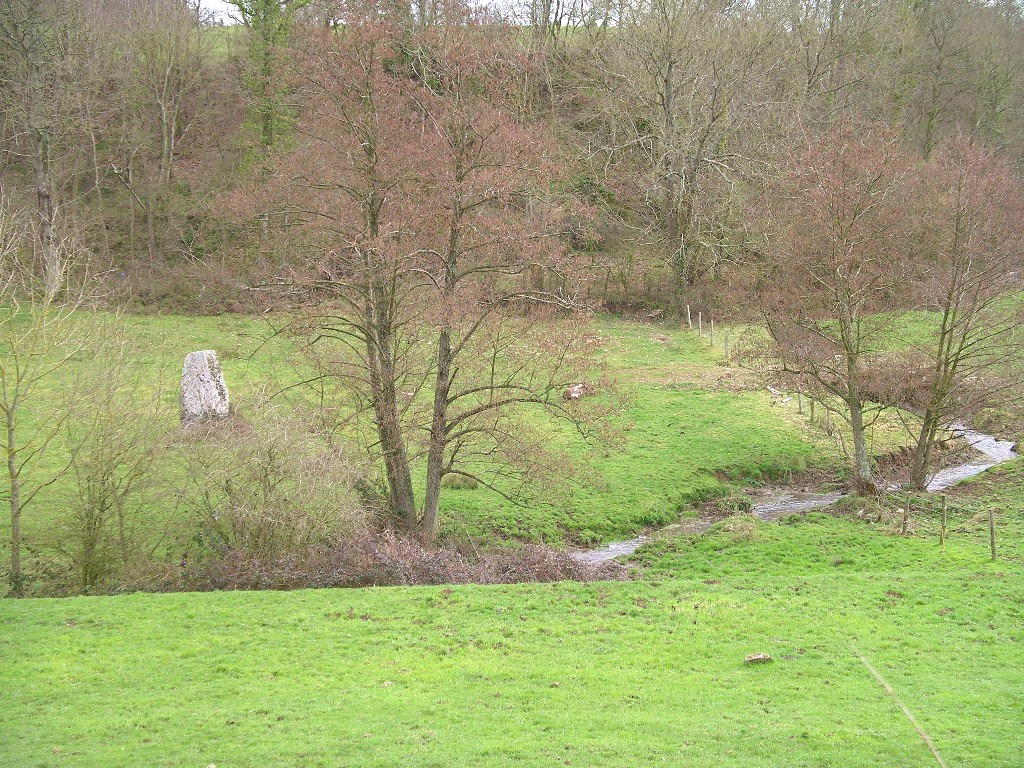
Le vallon du Leffard
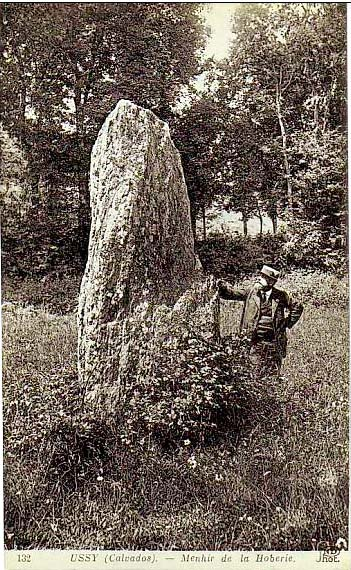
Carte postale vers 1900
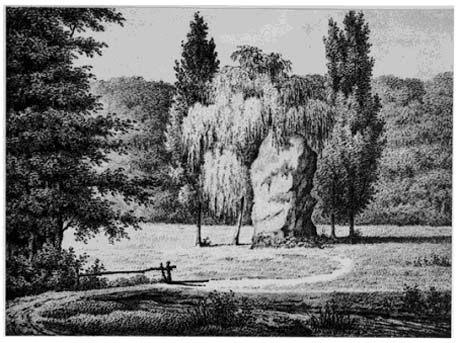
Lithographie du menhir 1827